# Eustáquio Grilo
Eustáquio Grilo (Passos (MG), ) é um violonista, professor, arranjador e compositor brasileiro. 
De família de músicos, iniciou cedo os estudos de violão erudito. Também estudou piano, órgão, canto coral e canto gregoriano no seminário N. S. De Fátima, em Moji Mirim (SP). Graduou-se em matemática pela Universidade Federal de Minas Gerais em 1971.
Participou dos seminários internacionais do violão promovidos pelo Liceu Musical Palestrina, em Porto Alegre (RS), em 1972 e 1974, onde estudou com os professores Abel Carlevaro e Guido Santórsola. No concurso internacional, promoção paralela ao seminário de 1974, obteve o prêmio especial para o primeiro colocado brasileiro, e foi aclamado na imprensa como terceiro internacional (o concurso só premiava os dois primeiros que foram Álvaro Pierre e Eduardo Fernandez). O grande maestro e compositor brasileiro Francisco Mignone declarou: "O mineiro não é apenas um violonista, mas um artista que sabe contribuir com sua mensagem de beleza, indispensável para quem queira fazer arte" (revista Zero Hora, Porto Alegre, 4 de agosto de 1974). 
No ano de 1975, passou a lecionar violão na Escola de Música de Brasília.
Em 1979, na Cidade do México, conquistou o primeiro prêmio do Segundo Concurso Internacional Mangoré, de interpretação violonística, promovido pela Sociedad Mangoré.
De junho de 1980 a janeiro de 1987 foi professor de violão e matérias teóricas (harmonia e contraponto) na Universidade Federal de Uberlândia. Em 1987 foi contratado para a cadeira de professor de violão da Universidade de Brasília, onde leciona até hoje.

## Obras
Dentre as obras de maior repercussão estão a Tocata Mineira, agraciada com menção honrosa, a única concedida no Segundo Concurso Nacional de Composição para Violão Isaías Sávio, de Porto Alegre, concurso que só premiava o primeiro classificado e que teve como jurados os maestros Edino Kriegger, Marlos Nobre e Leo Soares); a Tocata Caipira e a série de 12 Capricciosas, cada uma homenageando um compositor:
- Capricciosa 1 "Sorienne" (4 bemóis) Prelúdio Soriano / Vals.
- Capricciosa 2 "Carullíssima" (3bemóis) Prelúdio / Variação sobre um tema de Carulli.
- Capricciosa 3 "Narvaezca" (2 bemóis) Prelúdio / Diferencia sobre "Vacas" mais ou menos à la moda.
- Capricciosa 4 "Carcassínea" (1 bemól) Capricho / Gigueta (sobre tema de Carcassi, op 59, re menor).
- Capricciosa 5 "Aguado-Costeña" (Do maior-La menor) Invenção / Baião dos dois.
- Capricciosa 6 "Tarregata" (1 sustenido) Acalanto / Tremolin.
- Capricciosa 7 "Llobette" (2 sustenidos) Cantiga / Xaxadinho Teimoso (Pode me chamar de Ostinato).
- Capricciosa 8 "Chorona" (3 sustenidos) Prelúdio / Chorinho de uma nota só.
- Capricciosa 9 "Giulianeta" (4 sustenidos) Toada / Invenção.
- Capricciosa 10 "Barriosita" (5 sustenidos/7bemóis) Prelúdio alla bossa / Calango (Rondó à moda clássica).
- Capricciosa 11 "Ponceana" (6 sustenidos / 6 bemóis) Preâmbulo / Ginga Latina (Allegretón).
- Capricciosa 12 "Castelnuova" (7 sustenidos /5 bemóis) Prelúdio / Tarantela.

## Concurso de Violão Eustáquio Grilo
Anualmente é realizado em sua homenagem o Concurso de Violão Eustáquio Grilo, promovido pela Associação Brasiliense de Violão (BRAVIO), com o intuito de oferecer a oportunidade para o surgimento de novos talentos e para motivar e incentivar os estudantes do instrumento.